# Rusa I
Rusa I va ser rei d'Urartu de l'any 735 aC al 713 aC
No se sap si era fill o parent de Sarduri II (cosa probable) o bé era un usurpador. Va construir la ciutat d'Alashkert. Va sotmetre 19 reietons de la regió del llac Sevan.
Quan Rusa I va heretar el tron, el rei assiri Teglatfalassar III va intentar expandir el seu imperi continuant les campanyes contra Urartu, que van envair repetidament obligant Rusa a passar els primers anys del seu regnat lluitant contra les forces d'Assíria fins que va aconseguir infligir una dura derrota als assiris entre el 734 i el 727 aC, en la qual l'exèrcit assiri va ser totalment aniquilat.
Aprofitant un cop d'estat que va enderrocar a Aza, rei de Manna, i la seva substitució per son germà Ullusunu, protegit de Rusa, va obtenir la cessió d'alguns districtes fronterers. Es va aliar també amb Dayauku (Deioces) rei dels medes de Ecbàtana (Hamadan), i a Metatti, rei dels medes de Zikurtu (Sagartia) segurament a la regió de Maragha. També els reis de Karallu i Allabria (a la part superior del Petit Zab) es van convertir en vassalls seus. Mutsatsir va rebre un príncep fidel en la persona d'Urzana.
Sargon II d'Assíria va atacar als aliats d'Urartu, i l'any 715 aC va imposar a Ullusunu com a rei vassall d'Assíria a Manna. Va donar mort al rei de Karallu, i va fer fugir al d'Allabria, i el rei mede Deioces va ser deportat. Es creu que havia instigat una incursió dels cimmeris al nord d'Urartu, que van derrotar a Rusa I. Llavors Assíria va envair Urartu i Sargon II va trobar a Rusa a Uixdich o Uishdikh, prop del llac Urmia i el va derrotar. Rusa i el rei Metatti de Zikurtu van fugir cap al Mutsatsir, que va restar-li fidel. Els assiris van saquejar Urartu, i després van marxar contra Urzana de Mutsatsir i van saquejar la seva capital, incloent el famós temple del déu Ardini.
Rusa es va posar malalt i va morir (alguns pensen que es va suïcidar) l'any 713 aC. El va succeir el seu fill Argisti II.